# CA-341
La CA-341 es una carretera autonómica de Cantabria perteneciente a la Red Local.

## Nomenclatura
Su nombre está formado por las iniciales CA, que indica que es una carretera autonómica de Cantabria, y el dígito 341 es el número que recibe según el orden de nomenclaturas de las carreteras de la comunidad autónoma. La centena 3 indica que se encuentra situada en el sector comprendido entre la costa al norte, la carretera nacional N-634 al sur, el límite con el Principado de Asturias al oeste y la carretera nacional N-623 al este.

## Historia
Esta carretera se compone de la unión del primer tramo, desde Hinojedo hasta la intersección situada en Ongayo, de la antigua carretera SV-4721, identificado como SV-4721-1, y la carretera denominada SV-4723.
Así, la continuidad del recorrido era Hinojedo - Puente Avíos, desviándose en la intersección para seguir por la carretera SV-4723 dirección Tagle. Posteriormente, con las obras del III Plan de Carreteras, se dio continuidad al recorrido entre Hinojedo y Tagle.

## Trazado actual
Tiene su origen en la intersección con la CA-132 en el núcleo de Hinojedo, travesía donde recibe el nombre de Avenida de la Constitución, y su final en la intersección con la CA-351 en Tagle, ambas localidades situadas en el término municipal de Suances, término municipal por el discurre la totalidad de la carretera. A lo largo de su recorrido, de 3,8 kilómetros de longitud, atraviesa el núcleo de Ongayo.
En las proximidades de la intersección con la carretera CA-342 en Ongayo, dispone de un área recreativa al borde de la carretera inaugurada en 2009.
La carretera tiene dos carriles, uno para cada sentido de circulación, y una anchura total de 6 metros con un arcén de 1 metro, a la izquierda según el sentido de circulación Hinojedo - Tagle, en tanto, que a la derecha dispone de un carril-bici de 1,50 m de anchura, compartido con los peatones.
La etapa Santander - Santillana del Mar del Camino de Santiago de la Costa tiene dos alternativas para el tramo entre Barreda y Santillana del Mar, una de las cuales transcurre por esta carretera, desde Hinojedo hasta la intersección con la carretera CA-342 para dirigirse por ésta hacia Puente Avíos.

## Actuaciones
Durante el período de vigencia del III Plan de Carreteras de Cantabria, 2005 - 2009 y dentro del programa de acondicionamiento de plataforma, se incluyó la actuación en esta carretera.

## Transportes
No hay líneas de transporte público que recorran la carretera CA-342.

## Recorrido y puntos de interés
| Esquema                    | PK  | Sentido Tagle (creciente)           | Sentido Tagle (creciente) | Sentido Tagle (creciente)           | Sentido Hinojedo (decreciente)      | Sentido Hinojedo (decreciente) | Sentido Hinojedo (decreciente) | Incidencias |
| Esquema                    | PK  | Velocidad                           | Elemento                  | Salida                              | Salida                              | Elemento                       | Velocidad                      | Incidencias |
| -------------------------- | --- | ----------------------------------- | ------------------------- | ----------------------------------- | ----------------------------------- | ------------------------------ | ------------------------------ | ----------- |
|                            | 0,0 |                                     |                           | CA-341 TAGLE ONGAYO PUENTE AVÍOS    | CA-132 SUANCES                      |                                |                                |             |
| CA-132 VIVEDA BARREDA      | 0,0 |                                     |                           | CA-341 TAGLE ONGAYO PUENTE AVÍOS    |                                     |                                |                                |             |
|                            | 1,8 |                                     |                           | HINOJEDO avenida de la Constitución | HINOJEDO avenida de la Constitución |                                |                                |             |
|                            | 1,8 | ONGAYO                              |                           |                                     |                                     |                                |                                |             |
|                            | 1,9 |                                     |                           | CA-342 PUENTE AVÍOS                 | CA-342 PUENTE AVÍOS                 |                                |                                |             |
|                            | 3,4 |                                     |                           | CA-341 SUANCES TAGLE                | CA-136 SANTILLANA COMILLAS          |                                |                                |             |
| CA-136 SANTILLANA COMILLAS | 3,4 | CA-341 HINOJEDO PUENTE AVÍOS ONGAYO |                           |                                     |                                     |                                |                                |             |
|                            | 3,8 |                                     |                           | ONGAYO                              | ONGAYO                              |                                |                                |             |
|                            | 3,8 | TAGLE                               |                           |                                     |                                     |                                |                                |             |
|                            | 3,8 |                                     |                           | CA-351 SUANCES                      | CA-341 HINOJEDO PUENTE AVÍOS ONGAYO |                                |                                |             |
| CA-351 TAGLE SANTILLANA    | 3,8 |                                     |                           |                                     | CA-341 HINOJEDO PUENTE AVÍOS ONGAYO |                                |                                |             |